# Heavenly Places
Heavenly Places ist ein Jazzalbum von Avram Fefer und Bobby Few. Die 2004 teilweise beim Free Music Festival in Antwerpen entstandenen Aufnahmen erschienen 2005 auf Boxholder Records.

## Hintergrund
Diese Aufnahme wurde vom Boxholder-Label zusammen mit einem anderen Projekt des gleichen Duos mit dem Titel Kindred Spirits veröffentlicht. Für das Album Heavenly Places präsentierten der Pianist Bobby Few, der seit 1969 in Paris lebte, und der Saxophonist und Klarinettist Avram K. Fefer die expansive und ausdrucksstarke freie Musik der 1960er- und 1970er-Jahre, notierte Eugene Chadbourne. Während das Album Kindred Spirits-Set einige bekannte klassische Jazzstandards versammelt und mit einigen kurzen Original-Kompositionen abschließt, ist im Unterschied dazu die Musik auf Heavenly Places weitgehend improvisiert.
Track 1 wurde am 12. August 2004 in Yerres im Studio Guimick aufgenommen. Die Tracks 2 und 3 wurden am 5. August 2004 live beim Free Music Festival XXXI, Antwerpen, aufgenommen.

## Titelliste
- Avram Fefer / Bobby Few: Heavenly Places (Boxholder Records BXH 049)[2]
  1. Happy Hour (Fefer, Few) 20:10
  2. Heavenly Places (For Oliver Johnson and Wilber Morris) (Fefer) 17:29
  3. Improv (Fefer, Few) 10:49

## Rezeption
Eugene Chadbourne verlieh dem Album in Allmusic vier Sterne und schrieb, der einfache und geradlinige Aufnahmesound zwinge zur totalen Konzentration auf die beiden Improvisatoren, während sie ein Tagebuch der Kommunikation im Moment erstellten. Der Pianist scheine sich am wohlsten zu fühlen, wenn Fefer auf dem Tenor loslegt, vielleicht wegen Fews Hintergrund, oder einfach, weil der Tonumfang des Saxophons der Aufgabe einer ernsthaften Konfrontation mit pianistischer Größe eher gewachsen ist. Auf den kleineren Blasinstrumenten könne Fefer manchmal kurzatmig oder ideenlos wirken. Gleichzeitig sorge Fefers Auswahl verschiedener Instrumente, wie es für diese Art von Musik üblich ist, für ein Gefühl der Abwechslung in einer Aufführung, die manchmal sehr ähnlich klingen kann. Die Zugänglichkeit des [parallel entstandenen] Kindred Spirits Album mag es bei Hörern zu einer beliebten Wahl machen, aber auch die hier dokumentierte, herausforderndere Seite des Fefer/Few-Duos verdiene Aufmerksamkeit.
Nach Ansicht von Dan McClenaghan, der das Album in All About Jazz rezensierte, scheinen der Saxophonist Avram Fefer und der Pianist Bobby Few ein seltsames Paar zu sein. „Fews majestätisch bluesiger, klassisch geprägter, gelehrter und doch freier Ansatz ist voller fließender Schönheit, durchdrungen von einer markerschütternden Spiritualität.“ Seine flinken Schnörkel seien „von einer ausgelassenen, taumelnden Schönheit durchsetzt“ und diese bilde „den perfekten Kontrapunkt zu Fefers entfesselter emotionaler Intensität“ bildet.
Heavenly Places könne (von denjenigen, die kategorisieren) als Free Jazz eingeordnet werden, aber es gehöre für jeden, der es erlebt habe, zu einer sehr zugänglichen Seite dieses Musikstils, resümiert der Autor. Es sei „eine faszinierende, großartige, herrliche musikalische Erfahrung.“
Ebenfalls in All About Jazz schrieb Andrew Velez, hervorhebenswert sei die Interpretation von Fefers Stück „Heavenly Places“, bei dem er von der ersten Note an heiß blase, zusammen mit einer fließenden Kaskade von aufsteigenden und abfallenden Noten von Few, die eine zuvor unentdeckte Kraft in seinem Spiel offenbaren. Beide schwelgten sie hier in der Erkundung von Neuland. Fews stürmische Akkorde inspirierten Fefer zu einer Flut von Quietschtönen und jenseitigen Klängen. Es sei ein Feuerwerk, das wie aus einem einzigen, beredten und völlig synchron gespielten Instrument erklinge.